# Église de l'Immaculée-Conception de Lyon
Pour les articles homonymes, voir Église de l'Immaculée-Conception.
L'église l'Immaculée-Conception est un édifice catholique situé dans le 3e arrondissement de Lyon. Construite entre 1856 et 1893 dans un style néo-byzantin, elle est l'œuvre de l'architecte Pierre Bossan.

## Historique

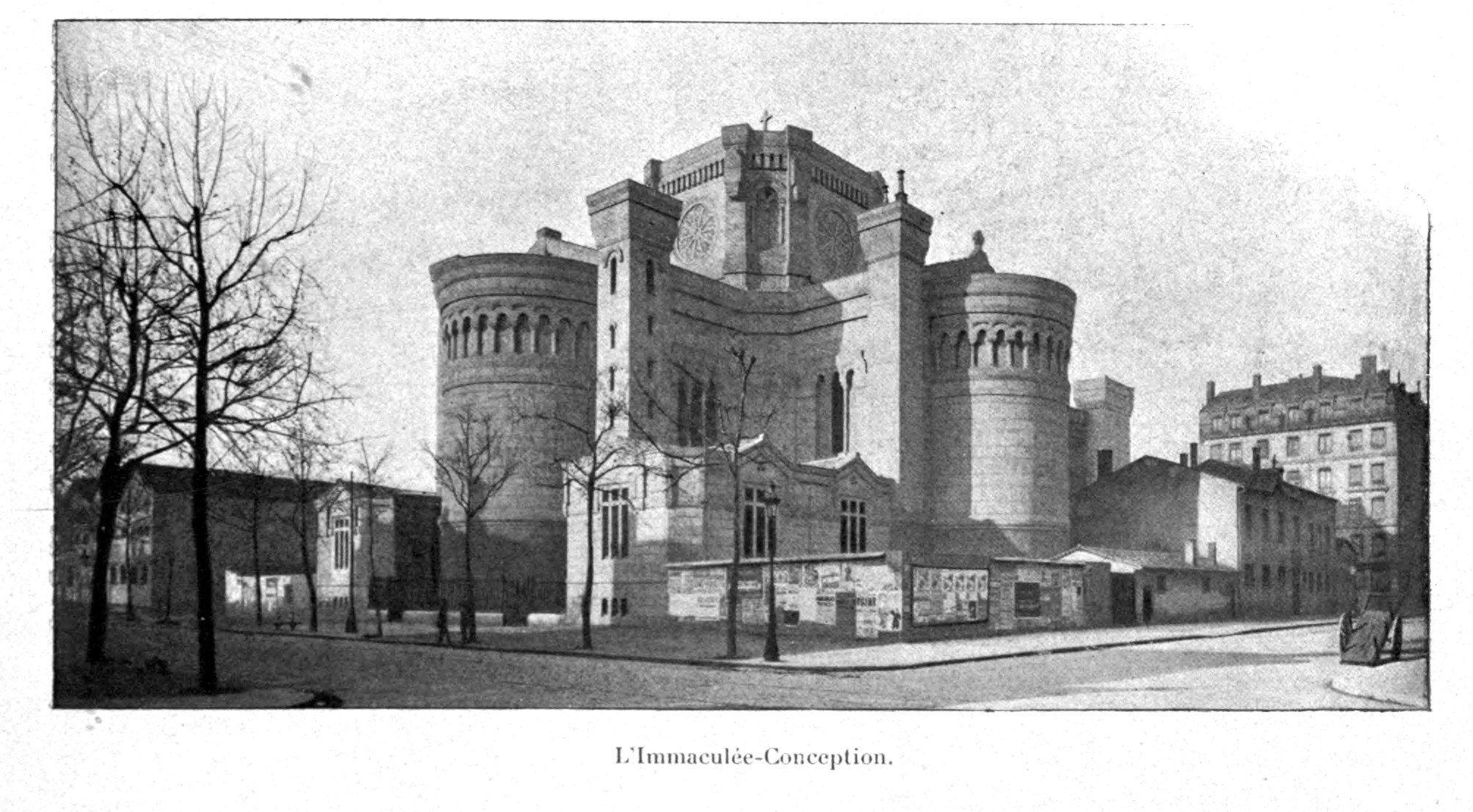
L'église de l'Immaculée-Conception, une quinzaine d'années après son achèvement.

À la suite de la proclamation du dogme de l'Immaculée Conception par Pie IX, le 8 décembre 1854, la ville de Lyon cède gratuitement en 1855 au diocèse un terrain pour y bâtir l'église dédiée à ce dogme.
L’architecte de cette église est Pierre Bossan, surtout connu pour avoir peu après dessiné les plans de Notre-Dame de Fourvière. La nef de l'église est bâtie entre 1856 et 1859. Une seconde vague de travaux, de 1889 à 1893, permet la construction du chœur et des chapelles. La raison de cette double campagne est à chercher dans le financement. La construction avait été financée par le Second Empire, mais la Troisième République s'avère plus réticente à financer la construction d'édifices religieux. La finalisation de l'église est donc le fait du mécénat de paroissiens aisés.
C'est également Bossan qui construit le presbytère attenant à l'église. Pour l'ensemble du chantier, Bossan est assisté de William Léo (1820-1891), collaborateur occasionnel. La décoration intérieure et la réalisation de la façade sont le fait d'un autre élève de Bossan, Charles-Marie Franchet.
L'ensemble du chantier est estimé à 650 000 francs ; le coût réel des travaux s'approche plutôt de 700 000 francs. Les vitraux de l'édifice, douze ensemble de trois vitraux chacun, sont réalisés par Lucien Bégule.
Peu après la construction de l'église, en 1874, la paroisse de l’Immaculée-Conception est la plus peuplée du diocèse, avec 27 000 habitants. C'est la principale raison de la création d'une autre paroisse située au sud-est, celle du Saint-Sacrement.

## Description

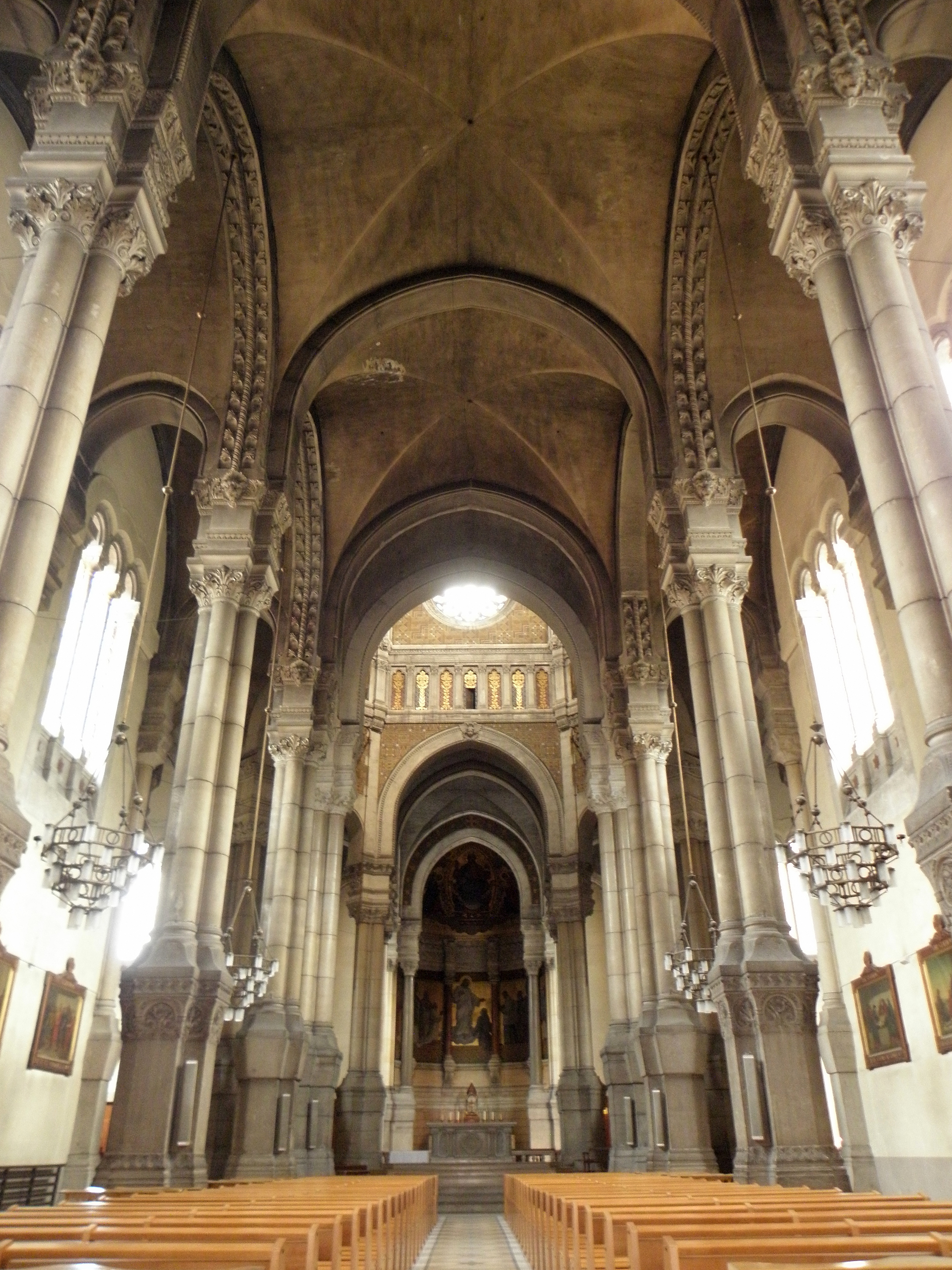
L'intérieur de l'église, vu depuis la façade vers le chœur.

Comme plusieurs autres édifices religieux de Bossan, l'église présente de l'extérieur un aspect fortifié, dont Bossan a trouvé l'inspiration lors de ses voyages en Sicile et en Perse.
L'église se caractérise entre autres par sa coupole, forme alors à la mode chez les architectes orientalistes, mais assez rare chez Bossan, qui ne l'a utilisée qu'à deux autres reprises, dans les basiliques d'Ars et de Lalouvesc. Le plan de l'église (édifice en croix laine centré sur un dôme octogonal avec chapelles latérales et déambulatoire) resservira d'ailleurs pour la basilique d'Ars. Une autre des caractéristiques « orientalistes » de l'église est l'usage par l'architecte de l'arc outrepassé brisé, caractéristique de plusieurs mosquées du Proche-Orient.
Une autre particularité, structurelle celle-ci, est d'avoir fait porter la masse des voûtes par des groupes de colonnes très minces, semblant hors de proportion, grâce à l'utilisation de la voûte en décharge. Cette innovation technique sera plus tard reprise à Fourvière.
De la construction en 1859 jusqu'à la restauration évoquée en conseil municipal le 17 septembre 2007, les vitraux n'ont bénéficié d'aucune restauration. Les attaches métalliques des verrières et le réseau de plomb sont en particulier dans un état d'oxydation qui met en danger les fenêtres. La restauration décidée en conseil municipal le 17 septembre 2007, et prise en charge par la Ville de Lyon, est estimée à 260 000 euros.
L'église mesure environ 800 mètres carrés.

### Sites externes
- « Paroisse de l'Immaculée Conception — Paroisse de Lyon – 3ème arrondissement » (consulté le 12 juin 2015)